# Англиканска црква Кеније
Англиканска црква Кеније је провинција англиканске заједнице, а њу сачињава 37 дијацеза. Тренутни примас и надбискуп Кеније је Џексон Оле Сапит. 
Црква је постала део провинције Источна Африка 1960. године, али су Кенија и Танзанија подељене у засебне провинције 1970. године.

## Историја
Црква је основана као бискупија Источне екваторијалне Африке (Уганда, Кенија, Танзанија) 1884. године, а Џејмс Ханингтон је био први бискуп; међутим, протестантска мисионарска активност била је присутна на том подручју од 1844. године, када је Јохан Лудвиг Крапф, лутерански мисионар, дошао у Момбасу. Први Африканци су рукоположени за свештенство 1885. Године 1898. дијецеза је подељена на две, нова дијацеза Момбасе је управљала Кенијом и северном Танзанијом (потоња дијацеза касније постаје Црква Уганде); северна Танзанија је одвојена од бискупије 1927. Масовна преобраћења Африканаца започела су већ 1910. Први афрички бискупи, Фесто Оланг и Обадија Кариуки, су хиротонисани 1955. године од надбискупа кентерберијског, Џефри Фишера, у Уганди. 1960. године основана је провинција Источна Африка, која се састојала од Кеније и Танзаније, а Леонард Џејмс Бичер је био надбискуп. Провинција је била подељена на два дела, а Фесто Оланг је био први афрички надбискуп нове провинције Кеније 1970. године. Манасес Куриа био је надбискуп Кеније од 1980. до 1994. године. Тренутни надбискуп је Џозеф Оле Сапит, који је на тој функцији од 2016.
Англиканска црква Кеније била је политички активна током своје историје. Као званична црква колонијалне силе, англиканске мисије уживале су привилегован положај, а англикански проповедници оштро су осудили побуну Мау Мау педесетих година. Један број оданих Кикујуа који су одбацили Мау Мау били су активни чланови цркве. Када је председник Данијел арап Мои кренуо да учврсти своју моћ потискивањем слободе говора и ограничавањем политичке опозиције, англикански лидери су се изјаснили у одбрану грађанских права. Давид Гитари је славно осудио изборну контролу у проповеди 1987. године која је добила значајне критике од присталица Мои-а, али су се и други црквени лидери убрзо придружили Гитаријевим критикама. Бискупи Хенри Окулу и Алекандер Муге критиковали су 1990. године државну истрагу убиства умереног министра спољних послова Роберта Оука. Бискуп Муге је погинуо у сумњивој аутомобилској несрећи касније током године након што је примио отворене претње од владиног званичника. Његова смрт подстакла је бискупе Гитарија, Окулуа и друге англиканске лидере да преузму још активнију јавну улогу, гласно подржавајући прелазак на вишестраначку демократију. Гитари је постао надбискуп 1995. године и наставио је црквени активни ангажман око грађанских права, користећи свој положај за промоцију уставних промена попут ограничења мандата и поштенијих избора.

## Чланство
Данас има најмање 4.500.000 англиканаца од процењених 43.000.000 становника, што чини 10,6% кенијског становништва.

## Надбискупи
Примас Цркве је надбискуп целе Кеније. Столица је смештена у Најробију. Раније је био назван „надбискуп Кеније и бискуп Најробија“, али је дијацеза у Најробију сада подељена на два дела. Бискуп из Најробија има географски већу дијацезу, док постоји посебна дијацеза Свих Светих са седиштем око Катедрале Свих Светих. Наслов примаса је сада „Примас и надбискуп целе Кеније“. Садашњи надбискуп је шести откако је провинција Источна Африка подељена на провинције Кенија и Танзанија.
1. Фесто Оланг, 1970–1980
2. Манасес Куриа, 1980–1994
3. Давид Гитари, 1997–2002
4. Бенџамин Нзимби, 2002–2009
5. Елијуд Вабукала, 2009–2016
6. Џексон Оле Сапит, 2016–present

Вабукала је најавио да ће се повући 26. јуна 2016. Избори за новог надбискупа одржани су на посебном састанку синода у Саборној цркви Свих светих у Најробију 20. маја 2016. године, а Џексон Оле Сапит је изабран за новог примаса. Сапит је постављен као шести надбискуп и примас Кеније у катедрали Свих светих у Најробију 3. јула 2016. године.

## Екуменски односи
Као и многе друге англиканске цркве, и Англиканска црква у Кенији је чланица екуменског Светског савета цркава. У октобру 2009. године, руководство Кенијске цркве реаговало је на ватиканско предложено стварање личних ординаријата за незадовољне традиционалистичке англиканце рекавши да, иако поздравља екуменски дијалог и дели моралну теологију са Католичком црквом, тренутне структуре GAFCON-а већ задовољавају духовне и пасторалне потребе конзервативних англиканаца у Африци.

## Англиканско престројавање
Црква Кеније је раскинули су са Епископалном црквом Сједињених Држава због питања давања дозволе за благослов истополних заједница и неселибатског хомосексуалног свештенства и подржали су Англиканску цркву у Северној Америци као нову провинцију у стварању англиканске заједнице. 
Друга конференција глобалне англиканске будућности одржана је у катедрали Свих светих у Најробију од 21. октобра до 26. октобра 2013. Фокус је била заједничка англиканска будућност, расправљало се о мисионарској теми „Стварање ученика Господа Исуса Христа“. 
Англиканску цркву у Кенији на GAFCON III, одржаном у Јерусалиму, од 17. до 22. јуна 2018. године, представљала је делегација од 75 чланова, укључујући надбискупа Џексона Оле Сапита.

## Галерија
- Катедрала Светог Павла, Ембу.
- Англиканска катедрална црква у Момбаси.